# Aloe dorotheae
Aloe dorotheae es una  especie de aloe nativa de  Tanzania.

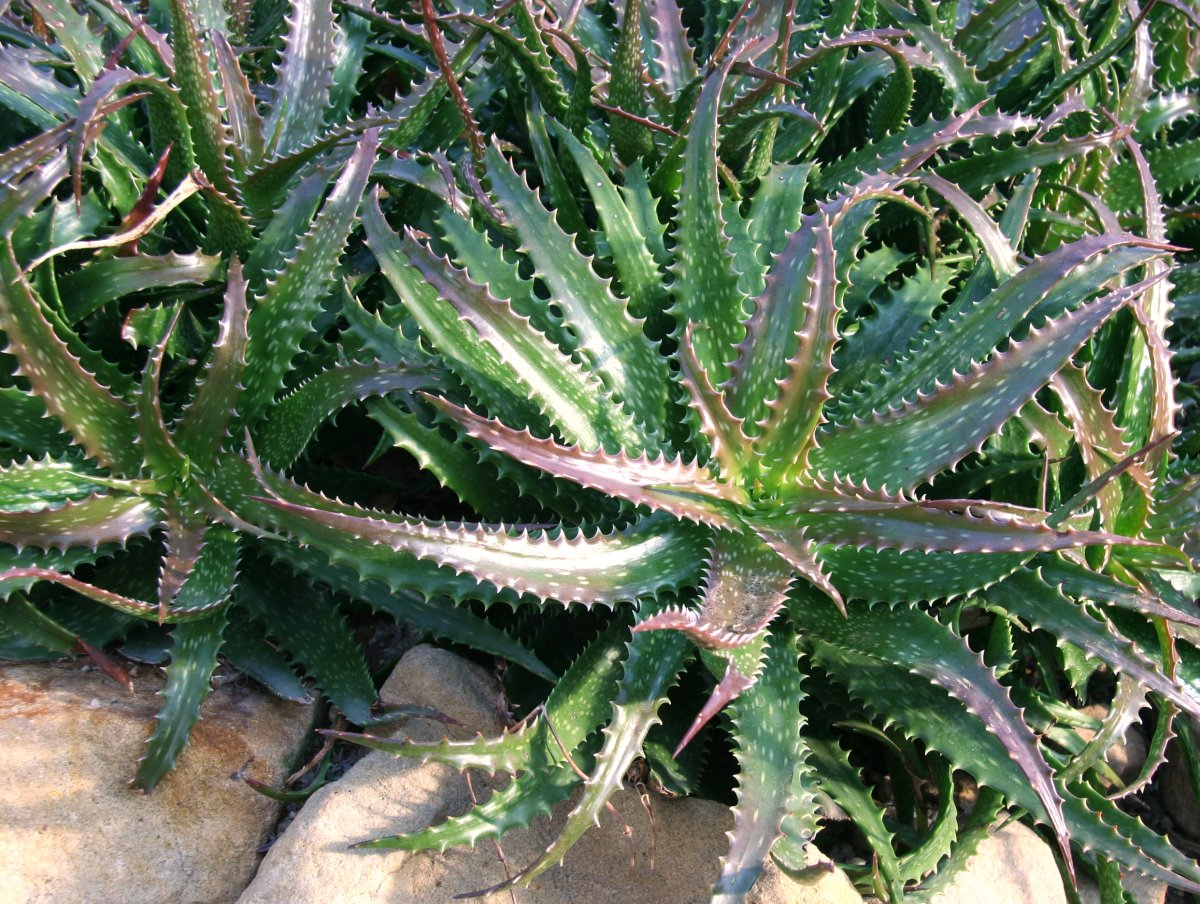
Vista de la planta

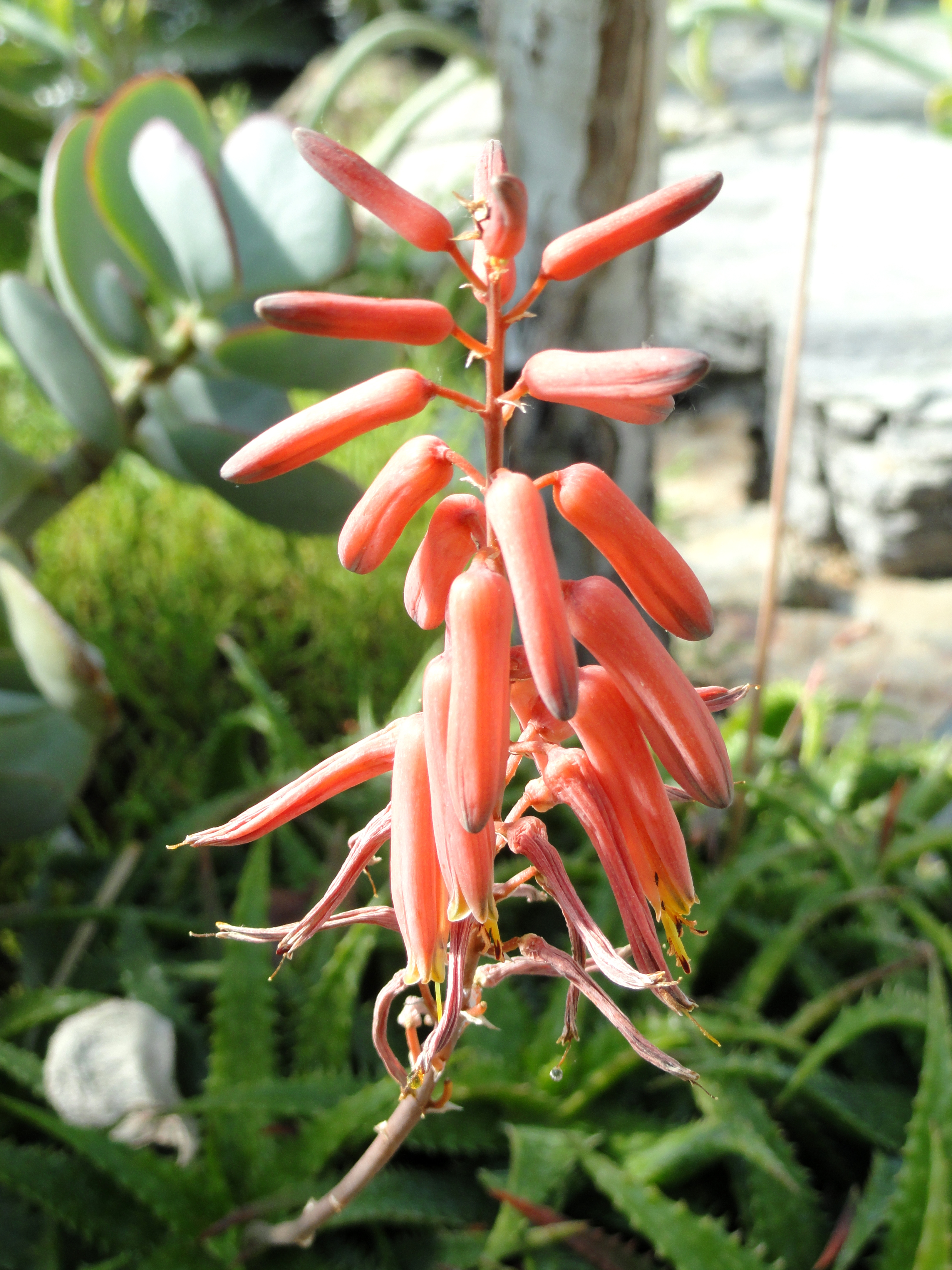
Inflorescencia

## Descripción
Es una planta con hojas suculentas agrupadas en una roseta basal. Las hojas con carnosas con los márgenes dentados y de color verde o rojizo.
Aloe dorotheae crece con un tallo corto  y forma grupos densos. Los brotes son de hasta 25 centímetros de largo. Tiene unas 20 hojas que son lanceoladas y forman rosetas. Son de color verde, pero en la estación seca se torna rojiza, con una lámina de hasta 30 cm de largo y 5 a 6 de ancho. En las hojas, que son lisas, están dispersas manchas blancas. Tiene dientes blancos puntiagudos en  el margen  cartilaginoso que miden de 3 a 5 milímetros de longitud y se encuentran a 10 - 15 milímetros de distancia. El jugo seco de la hoja es  amarillo.
Las inflorescencias son simples y de 40 a 60 cm de largo.  Las brácteas ovado-agudas tienen una longitud de 3 mm, y  2 mm de ancho. Las flores son de color amarillo verdoso, amarillo hacia la punta o en su totalidad y de 27 a 33 milímetros de largo, y en su fondo estrechadose.

## Taxonomía
Aloe dorotheae fue descrita por A.Berger y publicado en Das Pflanzenreich IV.38: 263, en el año 1908.
Etimología
Ver: Aloe
dorotheae: epíteto otorgado en honor del Dorothy Westhead de Londres.
Sinonimia
- Aloe harmsii A.Berger[6][3]